# Hal Goldsmith
Harold Eugene "Hal" Goldsmith (Peconic, 18 augustus 1898 - Riverhead, 20 oktober 1985) was een Amerikaans pitcher in de Major League Baseball. Hij speelde voor de Atlanta Braves van 1926 tot 1928, daarna ging hij naar de St. Louis Cardinals en bleef daar alleen in 1929.